# Nobuyoshi Araki
Nobuyoshi Araki (Japans: 荒木 経 惟) (Tokio 25 mei 1940), vaak gewoon Arākī (アラーキー) genoemd, is een Japanse fotograaf en hedendaags kunstenaar. Hij studeerde van 1959 tot 1963 fotografie aan de Chiba Universiteit. Araki is vooral bekend vanwege het fotograferen van met verf versierde vrouwen in bondage, zogenaamde kinbaku. Dit leverde hem ook het imago van vrouwenhater op.
Araki heeft een groot oeuvre aan fotoboeken op zijn naam, zijn eerste boeken zijn inmiddels zeer zeldzaam en dus kostbaar.
Seksualiteit en de dood zijn terugkerende thema's in het werk van Araki. Hij publiceerde uitgebreide fotoboeken over hem en zijn vrouw Yoko. Zo toonde hij hun trouwerij en vrijpartijen maar ook haar ziekbed en haar dood. Ook zijn kat Chiro fotografeerde hij, inclusief de aftakeling van het beestje.
Eerder in 1964 maakte hij een rapportage over kinderen in de straten van Tokio. Araki regisseerde een film uit het pink film-genre en fotografeerde o.a. Saskia de Brauw voor het merk Bottega Veneta. In 2015 had hij een tentoonstelling van foto's met daarop bloemstillevens met beschadigd speelgoed in het Foam Fotografiemuseum Amsterdam. Waarschijnlijk symboliseerde dit de eindigheid van het leven voor de toen al 74 jaar oude Araki.
Björk en Lady Gaga zijn openlijke bewonderaars van Araki. Lady Gaga heeft zich zelfs door hem in een bondagesetting laten fotograferen en de cover van het album Telegram van Björk werd door Araki gemaakt.
- Biblioteca Nacional de España: XX1023065
- Bibliothèque nationale de France: cb12523148q (data)
- Catàleg d'autoritats de noms i títols de Catalunya: 981058528061706706
- CiNii: DA0093156X
- Gemeinsame Normdatei: 119093693
- International Standard Name Identifier: 0000 0001 0927 6466
- Library of Congress Control Number: n78054702
- MusicBrainz: d7c4833e-b6dd-4c61-8857-0efb717b483b
- Bibliotheek van het Japanse parlement: 00002975
- Nationale Bibliotheek van Tsjechië: mzk2005313099
- Nationale Bibliotheek van Israël: 987007507971305171
- Nederlandse Thesaurus van Auteursnamen: 147593468
- PIC: 4913
- RKD-Nederlands Instituut voor Kunstgeschiedenis: 381590
- LIBRIS: 278146
- SNAC: w6t45cv9
- Système universitaire de documentation: 034479155
- Union List of Artist Names: 500116119
- Virtual International Authority File: 96542211
- WorldCat: E39PBJrKRG97fpYJcR3jwhGGpP